# Gifflenga
Gifflenga (Giflenga in piemontese) è un comune italiano di 104 abitanti della provincia di Biella in Piemonte.

## Storia
Il toponimo, derivante dal termine germanico ghiffa, o "palo di confine", è attestato per la prima volta in un documento del 926 e sempre nel X secolo vi è menzionata la pieve di San Martino (frazione Bonda).
Il centro, situato sulla strada tra Vercelli e Biella, lungo il torrente Cervo, appartenne inizialmente al vescovo di Vercelli e nel XIII secolo fu feudo di Ardizzone dei conti di San Martino. Nel 1407 entrò a far parte dei domini di casa Savoia, prima nel feudo di Castellengo poi come possesso delle famiglie Avogadro e de Rege.

### Simboli
Lo stemma e il gonfalone del comune di Gifflenga sono stati concessi con decreto del presidente della Repubblica del 28 novembre 2018.
Nella prima partizione sono presenti elementi ripresi dai blasoni delle storiche  famiglie feudatarie del luogo: gli Avogadro della Motta (che portavano uno scudo fasciato d'oro e di rosso, di dieci pezzi) ed i Parella di San Martino (inquartato: il 1º e 4º d'azzurro, a nove losanghe d'oro, 3, 3, 3, accollate e appuntate; il 2º e 3º di rosso pieno). Nella seconda è raffigurato simbolicamente un mantello rosso diviso da una spada per ricordare il gesto di San Martino, titolare della pieve medievale di Gifflenga, attuale chiesa parrocchiale. Nella terza sono rappresentate le risorse agricole del paese: le piante di riso (tre come il numero dei cantoni nei quali è suddiviso il comune), e la gemella ondata per le acque del torrente Cervo.
Il gonfalone è un drappo partito d'azzurro e di rosso.

## Monumenti e luoghi d'interesse
La chiesa parrocchiale venne costruita nel "cantone di Mezzo", attuale "canton Chiesa" nel XVII secolo, in sostituzione della pieve di San Martino, ricordata già nel X secolo come chiesa dotata di fonte battesimale e distrutta nel 1648 da un'inondazione. Vi fu aggiunto in seguito il portico davanti alla facciata e il campanile fu dotato di un orologio pubblico nel 1905.
Restano solo poche tracce delle rovine del castello dei conti de Rege.

## Società

### Evoluzione demografica
Abitanti censiti

## Economia
L'economia del comune si basa principalmente sull'agricoltura e in particolare sulla coltivazione del riso, sviluppatasi a partire dal XVIII secolo e in particolare dopo le opere di bonifica e canalizzazione realizzate nel XX secolo. Vi si coltiva in particolare la varietà del riso di Baraggia.

## Amministrazione

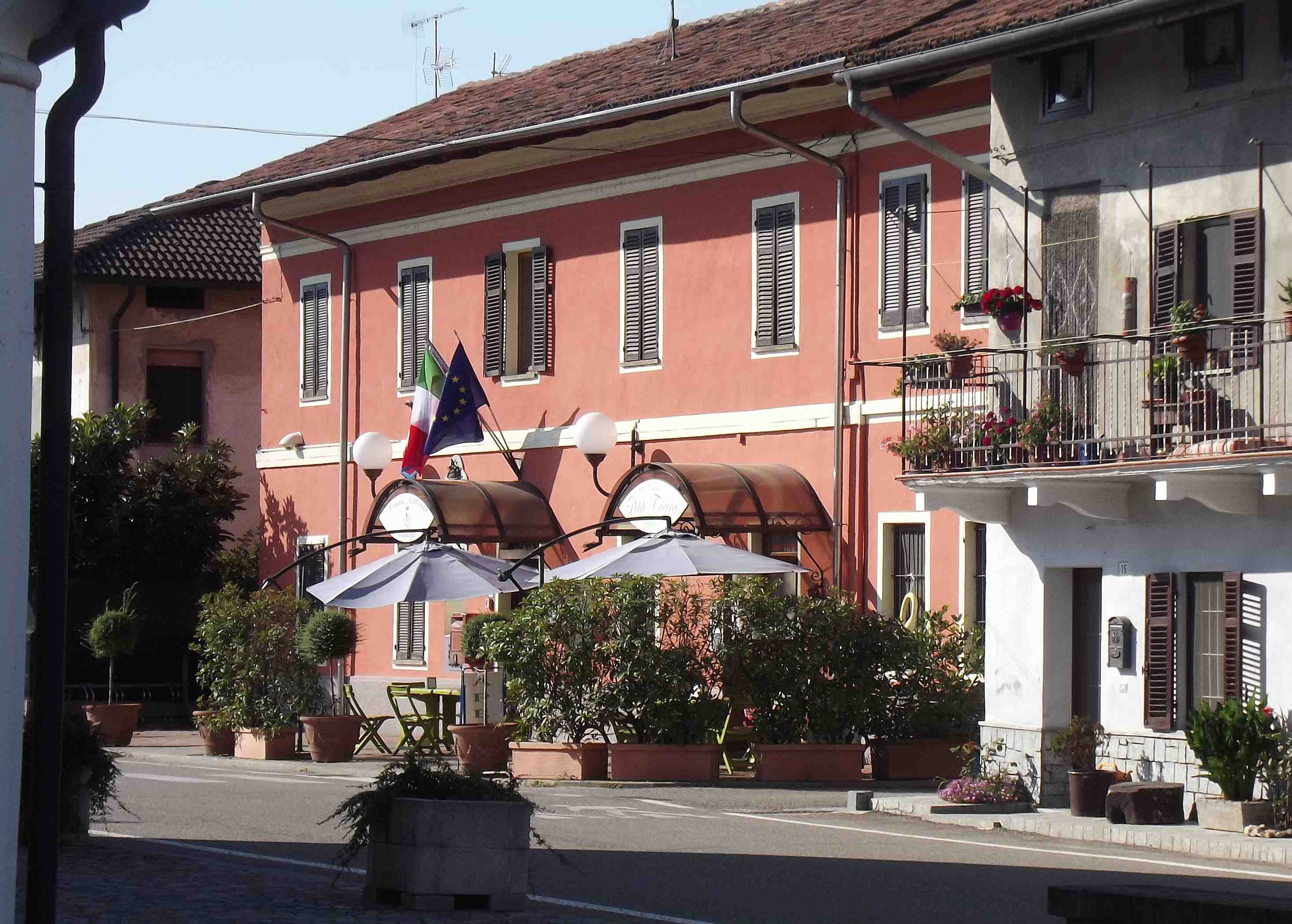
Il municipio

| Periodo | Periodo   | Primo cittadino       | Partito                            | Carica  | Note       |
| ------- | --------- | --------------------- | ---------------------------------- | ------- | ---------- |
| 2004    | 2009      | Marco Pichetto Fratin | lista civica Insieme per Gifflenga | Sindaco |            |
| 2009    | 2014      | Marco Pichetto Fratin | lista civica Insieme per Gifflenga | Sindaco | II mandato |
| 2014    | in carica | Elisa Pollero         | lista civica Insieme per Gifflenga | Sindaco | II mandato |

### Altre informazioni amministrative
Gifflenga fa parte dell'unione di comuni della Comunità Collinare tra Baraggia e Bramaterra.

## Galleria d'immagini

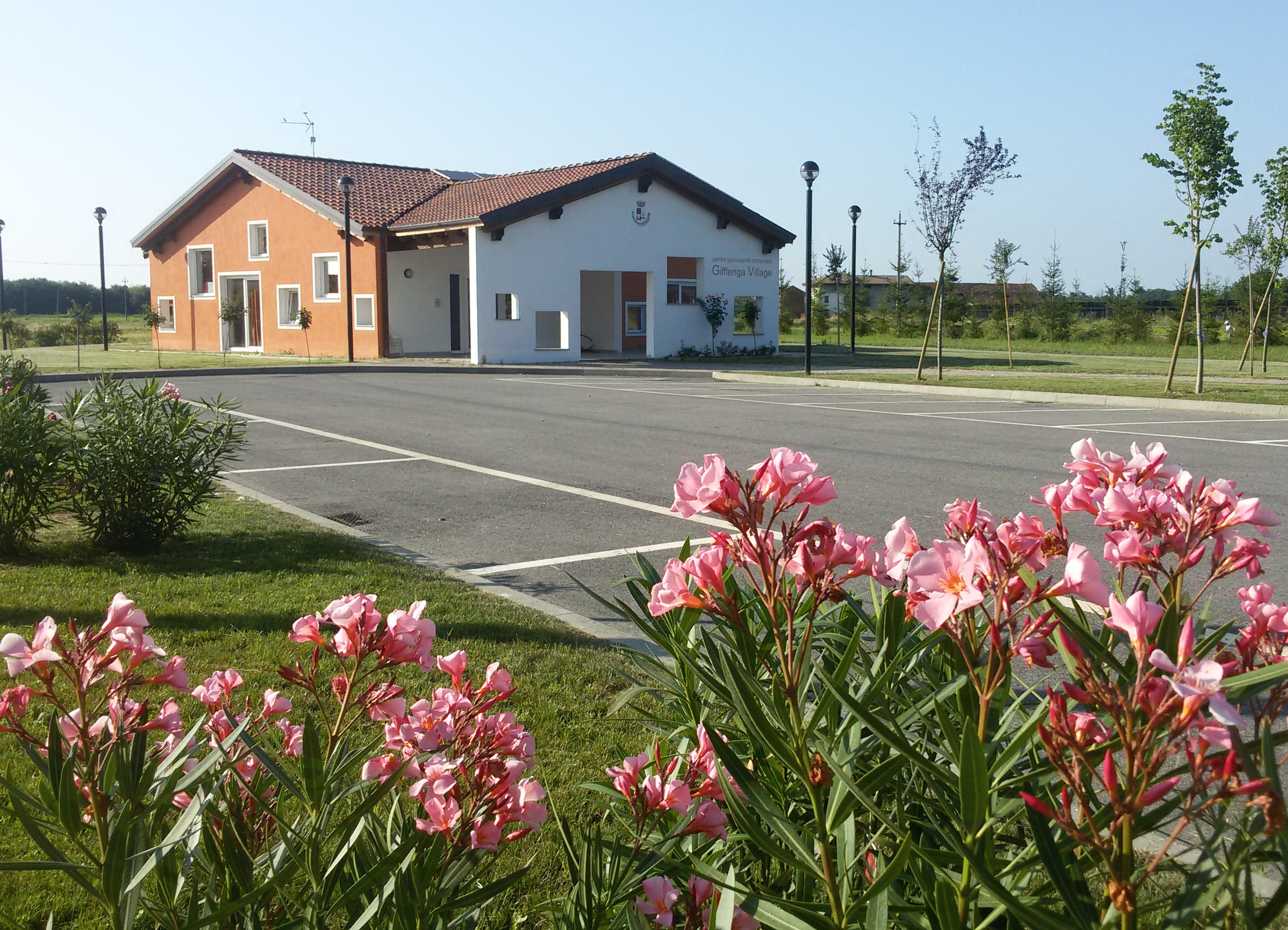
Gifflenga village
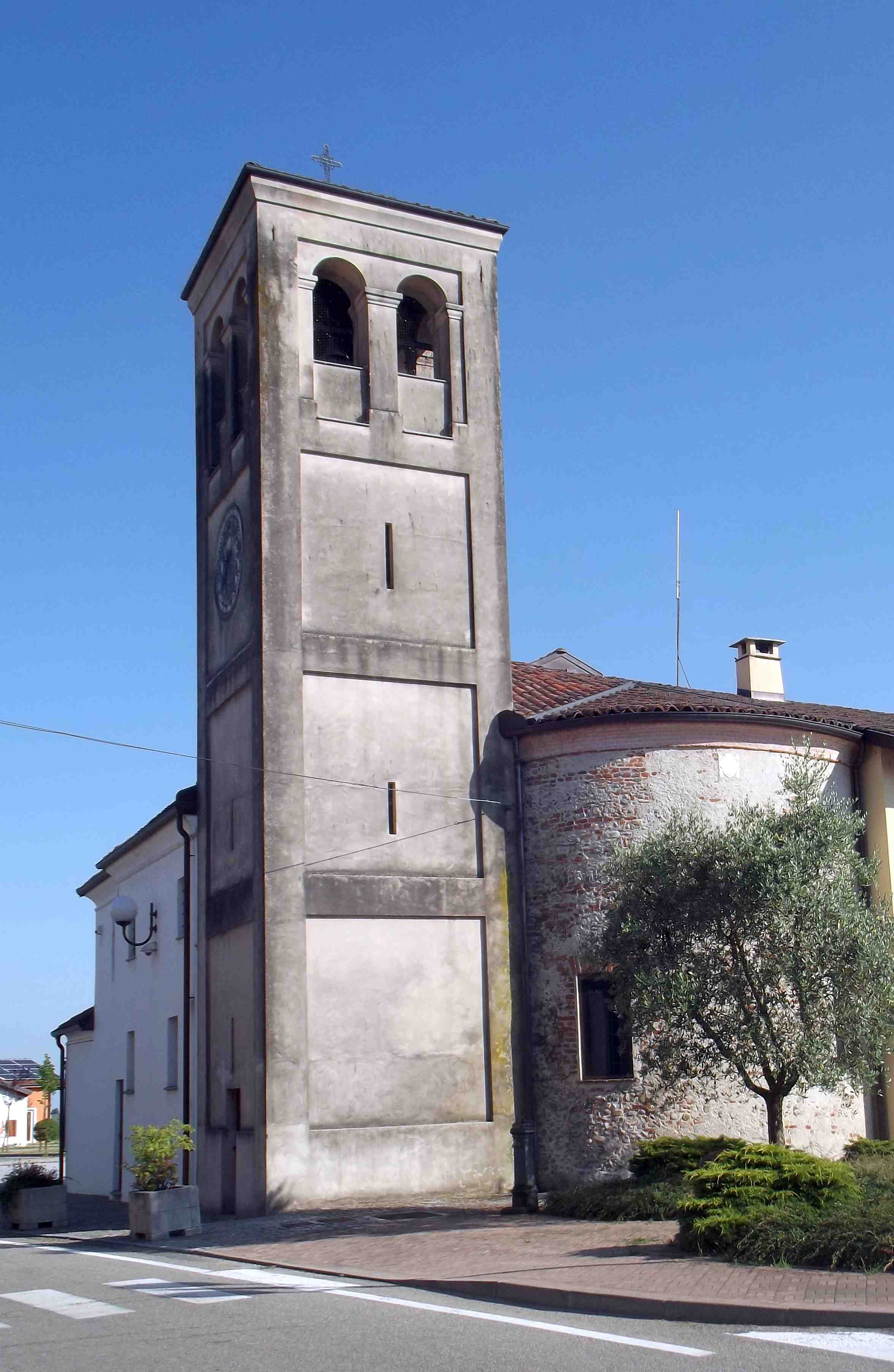
Il campanile
La parrocchiale
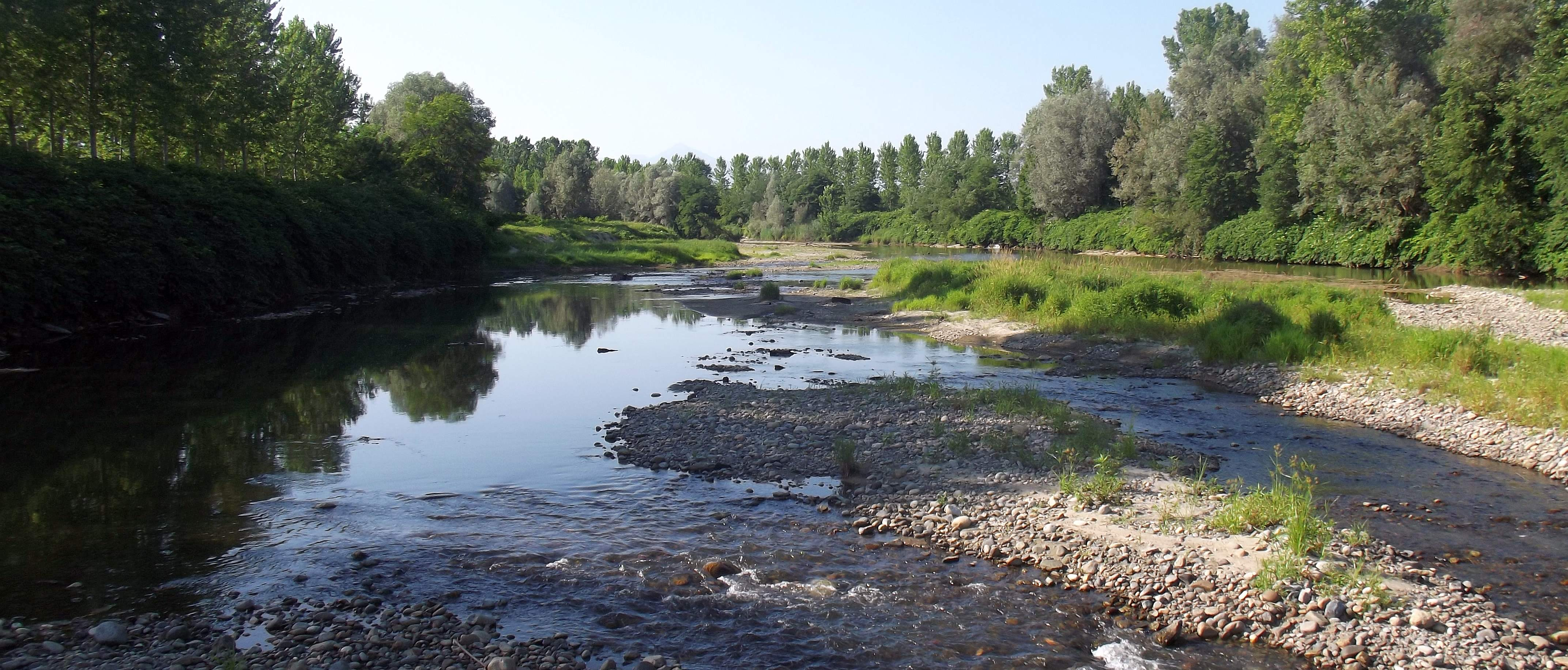
Guado stradale sul Cervo